# 大見嵜八之助
大見嵜 八之助（おおみさき はちのすけ、1866年9月23日（慶応2年8月15日） - 1939年10月9日）は、現在の千葉県大網白里市四天木出身で高砂部屋に所属した大相撲力士。本名は原 夘三郎（旧姓斎藤）。6代阿武松。174cm、83kg。最高位は東前頭2枚目。紫雲竜吉之助の伯父。

## 経歴
1887年1月序ノ口、1893年1月十両昇進。十両を1場所で通過し、1894年1月入幕を果たした。この時の四股名は玉竜。以来1903年1月の引退まで三役には昇進できなかったが幕内上位をキープした。1899年5月新進の関脇梅ノ谷、1901年5月にも大関梅ノ谷に勝利。引退後は阿武松を襲名し独立。甥の紫雲竜などを育成。勝負検査役を長年務め、1939年年寄として73歳で没。没後の後継者は紫雲竜。

## エピソード
1899年5月場所5日目、前頭4枚目の大見嵜は関脇梅ノ谷（のち横綱2代梅ヶ谷）に対し、立合いに猫騙しを敢行したという。

## 成績
- 幕内19場所40勝49敗81休20分預

## 改名歴
矢指嶽→矢指洋→玉竜卯三郎→大見嵜八之助